# ابربیضی

نمونه هایی از ابربیضی با

ابربیضی که به یاد گابریل لامه با نام منحنی لامه نیز شناخته می‌شود، منحنی بسته‌ای مشابه بیضی است که جنبه‌های هندسی آن شامل نیم‌قطر بزرگ، نیم‌قطر کوچک و تقارن حول آنها را حفظ می‌کند، ولی شکل کلی متفاوتی دارد.
در دستگاه مختصات دکارتی، مجموعه نقاط روی منحنی معادلهٔ زیر را ارضا می‌کنند:
{\displaystyle \left|{\frac {x}{a}}\right|^{n}\!+\left|{\frac {y}{b}}\right|^{n}\!=1,}
که در آن n و a و b اعدادی مثبت هستند و خط‌های عمودی پیرامون یک عدد، قدر مطلق آن را نشان می‌دهند.

## موارد ویژه
این فرمول به تعریف منحنی بسته‌ای می‌پردازد که در مستطیلی به ابعاد 2a و 2b محاط است. پارامترهای a و b را نیم‌قطرهای منحنی می‌نامند.
| {\displaystyle 0<n<1} | ابربیضی شبیه ستارهٔ چهارپر با اضلاع مقعر است. در حالت خاص n = ۱/۲، هر یک از چهار کمان بخشی از سهمی است.                       |  |
| {\displaystyle n=1}   | منحنی متوازی‌الأضلاعی با رأس‌های (‎±a, 0) و (‎0, ±b) است.                                                                        |  |
| {\displaystyle 1<n<2} | منحنی شبیه متوازی‌الأضلاعی با همان رئوس ولی با اضلاع محدب است. با نزدیک شدن به نقاط انتهایی، انحنا افزایش می یابد و حد ندارد. |  |
| {\displaystyle n=2}   | منحنی به صورت بیضی معمولی است (در حالت خاص اگر a = b باشد تبدیل به دایره می‌شود).                                             |  |
| {\displaystyle n>2}   | منحنی شکلی شبیه مستطیل با لبه‌های گرد پیدا می‌کند. در نقاط (‎±a, 0) و (‎0, ±b) انحنا برابر صفر است.                              |  |

## ویژگی‌های ریاضی
اگر n عدد گویای مثبتی به شکل p/q باشد، هر ربع ابربیضی منحنی جبری از مرتبهٔ pq است. در حالت خاص ‎a=b=۱ و n زوج، منحنی فرما از درجهٔ n خواهد بود. اگر صورت کسر زوج نباشد، منحنی از اجزای منحنی جبری مشابهی در راستاهای مختلف تشکیل می‌شود.
می توان منحنی را با معادلات پارامتری زیر (که پارامتر t تفسیر هندسی ندارد) توصیف کرد:
{\displaystyle \left.{\begin{aligned}x\left(t\right)&=\pm a\cos ^{\frac {2}{n}}t\\y\left(t\right)&=\pm b\sin ^{\frac {2}{n}}t\end{aligned}}\right\}\qquad 0\leq t\leq {\frac {\pi }{2}}}
به ازای هر مقدار t چهار نقطه روی منحنی مشخص می‌شود. معادل آن می‌توان برای t در بازهٔ {\displaystyle 0\leq t<2\pi } تعریف کرد:
{\displaystyle {\begin{aligned}x\left(t\right)&={|\cos t|}^{\frac {2}{n}}\cdot a\operatorname {sgn}(\cos t)\\y\left(t\right)&={|\sin t|}^{\frac {2}{n}}\cdot b\operatorname {sgn}(\sin t)\end{aligned}}}
که در آن تابع علامت به صورت زیر تعریف می‌شود:
{\displaystyle \operatorname {sgn}(w)={\begin{cases}-1,&w<0\\0,&w=0\\+1,&w>0.\end{cases}}}
می توان مساحت ابربیضی را برحسب تابع گاما بیان کرد:
{\displaystyle \mathrm {Area} =4ab{\frac {\left(\Gamma \left(1+{\tfrac {1}{n}}\right)\right)^{2}}{\Gamma \left(1+{\tfrac {2}{n}}\right)}}.}